# (3127) Багратион
(3127) Багратион (лат. Bagration) — типичный астероид главного пояса, открыт 27 сентября 1973 года советским астрономом Людмилой Черных в Крымской астрофизической обсерватории и 18 сентября 1986 года назван в честь князя Петра Багратиона.

## Обнаружение и именование
(3127) Багратион
Открыт 27 сентября 1973 года в Научном Л. И. Черных.
Назван в память о русском генерале Петре Ивановиче Багратионе (1765—1812), герое Отечественной войны 1812 года.
Оригинальный текст (англ.)3127 Bagration
Discovered 1973-09-27 by Chernykh, L. at Nauchnyj.
Named in memory of Petr Ivanovich Bagration (1765—1812), Russian general, hero of the war of 1812.
Источники: DISCOVERY.DB; M.P.C. 11160.

## Орбита

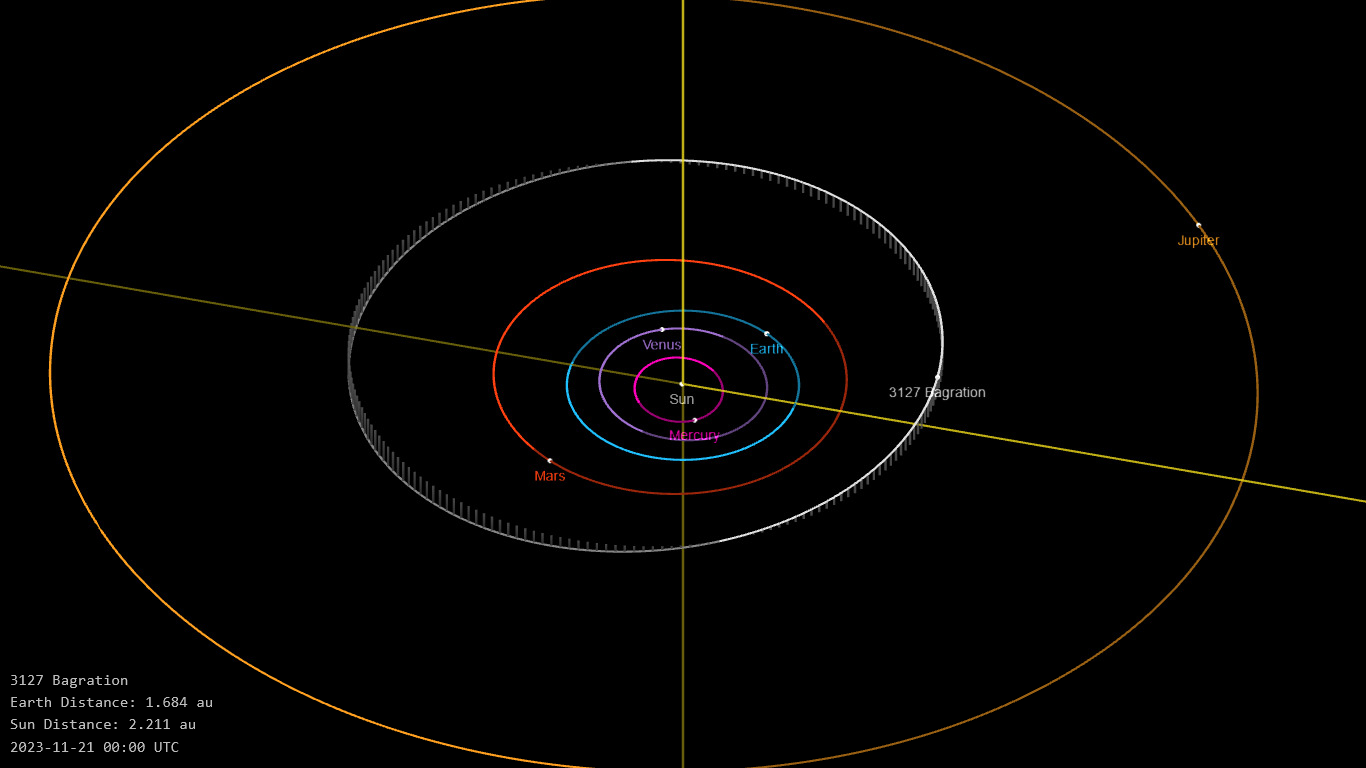
Орбита астероида Багратион и его положение в Солнечной системе

## Физические характеристики
Астероид относится к таксономическому классу S.
По результатам наблюдений в видимом и ближнем инфракрасном диапазоне космического телескопа NEOWISE и наблюдений в инфракрасном диапазоне спутника Akari диаметр астероида оценивался равным 8,446±0,204 км, 9,34±0,63 км и 8,83±2,17 км. Согласно тем же источникам альбедо оценивается как 0,3264±0,0484, 0,267±0,038, 0,21±0,11 и 0,326±0,048.